# Cherry blossom (shelaのシングル)
「cherry blossom」（チェリー・ブロッサム）は、shelaの通算10作目のシングル。2003年4月16日にavex traxよりリリース。

## 解説
「花」をコンセプトにしたマキシシングル第4弾。
「星が見える場所」は、shelaが初めて作曲を手がけた楽曲である。

## 収録曲
1. 星が見える場所 [4:50]
作詞：shela / 作曲：大泉めぐみ / 編曲：Sotaro@zz、村山達哉
テレビ東京系「プラチナチケット」エンディングテーマ
2. Let me be with you [4:21]
作詞・作曲：F.Thomander・A.Wikstrom・J.Schultze / 訳詞：上田起士 / 編曲：Cobra Endo・Kurt Howell
TVアニメ「一騎当千」エンディングテーマ
3. in my pocket (GROOVE THAT SOUL MIX) [7:08]
作詞・作曲：原一博 / 編曲：Satoshi Hidaka
「Anime Theater X」テーマソング
4. 星が見える場所 -instrumental- [4:50]
5. Let me be with you -instrumental- [4:21]
6. in my pocket (GROOVE THAT SOUL MIX) -instrumental-[7:07]

## 参加ミュージシャン
星が見える場所
- 村山達哉：Strings Arrangement
- 白川善久：Programmimg
- 吉田孝輔：Guitar
- 桐山/村山ストリングス：Strings

Let me be with you
- Kurt Howell：Programming
- Tom Bukovac：Guitar
- Michael Bringardello：Bass
- David Huff：Drums